# ریمسکی-کورساکف ۴۵۳۴
سیارک ۴۵۳۴ (به انگلیسی: 4534 Rimskij-Korsakov، نامگذاری:1986PV4) چهار هزار و پانصد و سی و چهارمین سیارک کشف شده‌است که در ۶ اوت ۱۹۸۶ کشف شد.
قدر مطلق سیارک برابر ۱۲٫۳۰ است.